# Departamento de Servicios de Salud del Condado de Los Ángeles

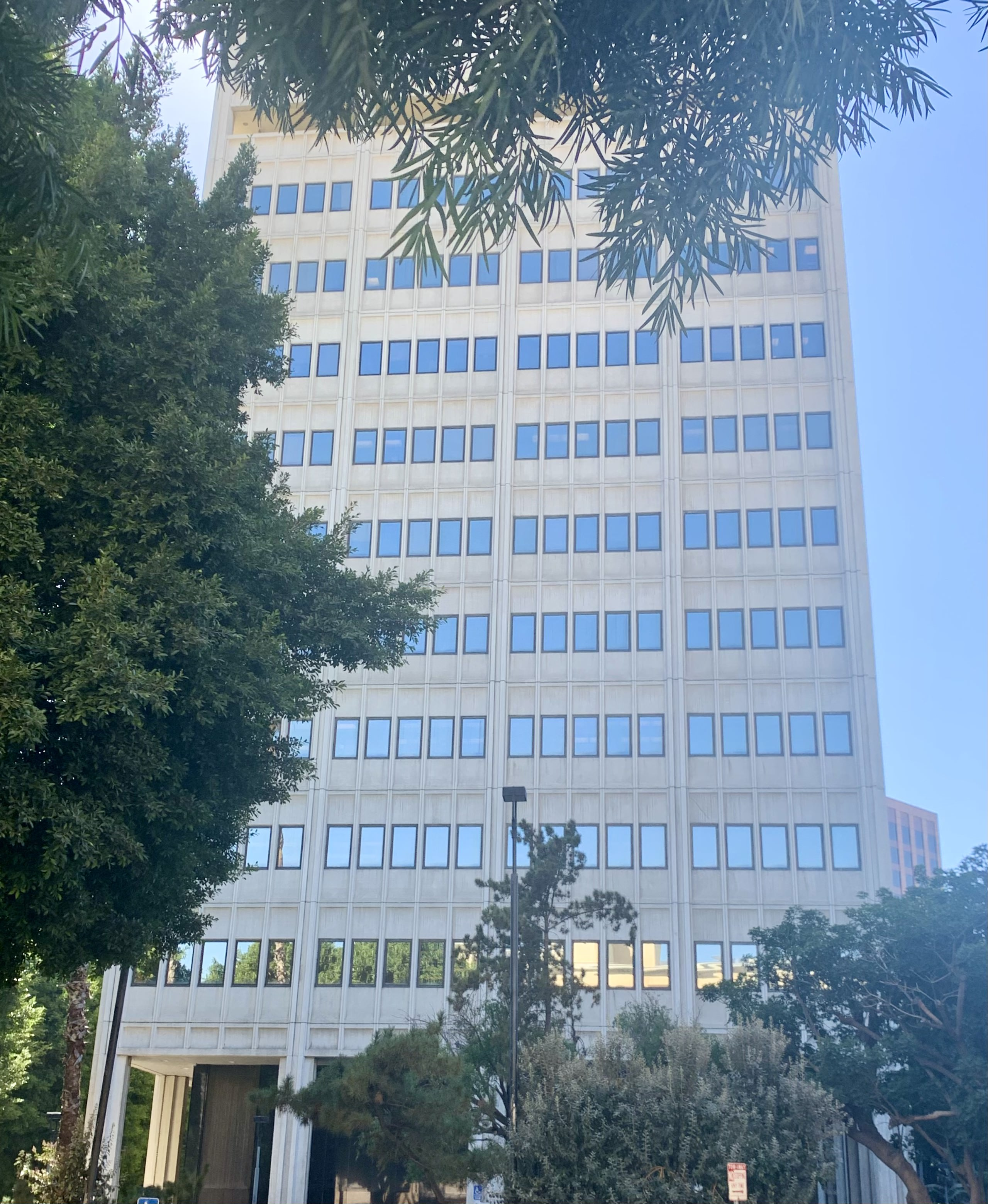
Edificio del Departamento de Salud Pública del Condado de Los Ángeles

El Departamento de Servicios de Salud del Condado de Los Ángeles (Los Angeles County Department of Health Services) es un departamento del gobierno del Condado de Los Ángeles, California. Tiene su sede en Los Ángeles.
Gestiona tres hospitales: el LAC+USC Medical Center (EN) en Los Ángeles, el Harbor–UCLA Medical Center (EN) en Torrance, y el Olive View – UCLA Medical Center (EN) en Sylmar, Los Ángeles en la Valle de San Fernando. También gestiona el Rancho Los Amigos National Rehabilitation Center (EN) en Downey.

## Historia
Anteriormente, el DHS gestionó servicios de salud pública. El Departamento de Salud Pública del Condado de Los Ángeles (DPH) abrió en 2006.